# Ben Schnetzer
Ben Schnetzer (Nova Iorque, 8 de fevereiro de 1990) é um ator estadunidense. Em 2010, ele apareceu em um episódio de Law & Order e co-estrelou a série Happy Town.

## Filmografia
| Ano  | Título                                   | Papel               | Nota(s)      |
| ---- | ---------------------------------------- | ------------------- | ------------ |
| 2007 | Ben's Plan                               | Ben Stephens        |              |
| 2010 | Law & Order                              | Dustin Henry        | 1 episódio   |
| 2010 | Happy Town                               | Andrew Haplin       | 8 episódios  |
| 2013 | The Book Thief                           | Max Vandenburg      |              |
| 2014 | Pride                                    | Mark Ashton         |              |
| 2014 | The Riot Club                            | Dimitri Mitropoulos |              |
| 2016 | Goat                                     | Brad Land           |              |
| 2016 | Punk's Dead                              | Ross                |              |
| 2016 | Warcraft                                 | Khadgar             |              |
| 2016 | Snowden                                  | Gabriel Sol         |              |
| 2016 | The Journey Is the Destination           | Dan Eldon           |              |
| 2018 | Entebbe                                  | Zeev Hirsch         |              |
| 2018 | The Grizzlies                            | Russ Sheppard       |              |
| 2018 | The Death & Life of John F. Donovan      | Rupert Turner       |              |
| 2018 | Saint Judy                               | Parker              |              |
| 2018 | The Truth About the Harry Quebert Affair | Marcus Goldman      | 10 episódios |